# 허브아일랜드
포천허브아일랜드는 1998년 포천시 신북면 삼정리에 개장한 곳이다. 현재는 13만평의 부지위에 허브의 원산지인 지중해의 '생활속의 허브'를 테마로 운영하고 있다.
허브식물박물관, 산속정원, 산타마을 등의 30여가지 관광, 편의시설이 있으며, 매년 불빛동화축제를 개최하고 있다. 주변에는 산정호수와 용마폭포공원 등의 관광명소가 있다. 포천허브아일랜드의 개장시간은 매일 오전 10시부터 저녁 10시까지이다.(수요일정기휴무) 단 엉 쁘띠 빌라쥬 만들기 체험장은 평일은 오전 10시부터 저녁 6시까지이고, 토요일은 오전 10시부터 저녁 8시까지, 일요일은 공휴일을 포함하여 오전 10시부터 밤 9시까지 개장한다. 이곳은 SBS <런닝맨>, KBS <생생정보통> 등의 방송을 촬영하기도 했다.

## 입장료
|             | 입장료                                       |
| ----------- | -------------------------------------------- |
| 일반인(1인) | 9,000원                                      |
| 우대 (1인)  | 4,000원                                      |
| 단 체       | 4,000원                                      |
| 무 료       | 36개월 이하 유아/ 신북면민(신분증 필히 지참) |

우대: 37개월~중학생/국가유공자/장애우(3급이상)/노인(65세이상)

### 입장료 우대
- 입장료 무료: 신북면민/4세아동까지

주차장
- 800여대 동시 주차 가능하며, 주차비는 무료이다.

## 시설물
| - 허브 컨셉형 체험펜션 - 향기가게 - 추억의 가게 - 트레비분수 광장 - 허브카페 - 허브빵가게 - 폭포정원 - 곤돌라 - 공연장 - 베네치아 상점 - 허브공방 - 허브박물관 - 플라워가든 - 야외정원 - 허브 꽃가게 | - 허브식물박물관 - 산책로(팔각정) - 미니동물원 - 전망대 - 엉 쁘띠 빌라쥬 - 하늘 밑 산속정원 산타마을 - 당나귀 타는 곳 - 허브갈비 - 편의점 - 농산물특판장 - 허브힐링푸드(비빔밥) - 허브힐링버거(돈가스, 햄버거) - 허브힐링센터 - 지중해 동화나라 체험펜션 |

## 직영점과 대리점
직영점
- 화성점

화성점은 스파 및 허브공원을 테마로 구성한 HappyLand 내에 위치하고 있다.
영업시간: 10:00 ~ 22:00
위치: 경기도 화성 스파/허브공원 해피랜드 내
주소: 경기도 화성시 팔달면 율암리 432-26(구 산 46-1)
- 압구정점

압구정점은 도심속의 자연 친화적인 테마로 허브를 이용한 모든 제품을 만날 수 있다
영업시간: 10:00~22:00, 연중무휴
위치: 압구정역 4번출구로 나와 직진 도모 3분 후 수협 골목으로 진행.
주소: 서울시 강남구 신사동 569-30 두림빌딩 1층
대리점
- 전주허브아일랜드

영업시간: 10:00~22:00, 연중무휴주소: 전주시 덕진구 진북2동 1094-2
- 인천점

영업시간: 10:00~22:00, 연중무휴
주소: 인천 남동구 구월동 1136-11
- 퇴촌점

영업시간: 10:00~22:00, 연중무휴
주소: 경기도 광주시 퇴촌면 영동리 449-3